# Pavol Marcely
Pavel Marcely (26. června 1914, Zvolen – 17. října 1980, Piešťany) byl československý generál slovenské národnosti, pedagog a protifašistický bojovník.

## Životopis
Do roku 1933 studoval na učitelském ústavu v Banské Bystrici a do roku 1965 na Filozofické fakultě Univerzity Komenského v Bratislavě. Původně byl učitelem, ale později se stal příslušníkem Československé lidové armády, v níž byl účastníkem protifašistického odboje. Během Slovenského národního povstání byl štábním kapitánem, příslušníkem 1. československého armádní sboru a účastník Karpatsko-dukelské operace. Dne 15. října 1944 byl s brigádou vysazený na letišti Tri Duby, dnes Letiště Sliač, po přechodu Slovenského národního povstání do hor bojoval na nejohroženějších úsecích fronty. Dne 5. prosince 1944 byl těžce raněn. Po osvobození byl přeřazen do zálohy.
V letech 1953–1959 byl předsedou Slovenského statistického úřadu, přitom se věnoval problémům statistiky. Přednášel na Pedagogické fakultě Univerzity Komenského v Trnavě, přičemž přispěl k rozvoji slovenského školství. Také byl vojenským a leteckým přidělencem v Bělehradě. Kromě toho přispíval memoárovými a odbornými články do novin, časopisů i do odborného tisku.

## Vyznamenání
- Řád rudé hvězdy, 1943 (SSSR)
- Československý válečný kříž 1939, 2x 1943, 1945
- Československá medaile Za chrabrost před nepřítelem 1945
- Československá medaile za zásluhy I. stupně, 1945
- Medaile za vítězství nad Německem ve Velké vlastenecké válce 1941–1945, 1945 (SSSR)
- Řád Vlastenecké války II. stupně 1945, 1969 (SSSR)
- Řád Slovenského národního povstání, I. třída 1946
- Řád zásluhy za národ I. stupně (Orden zasluge za narod), 1946 (Jugoslávie)
- Odznak Československého partyzána [2]
- Polský válečný kříž, 1948 (Polsko)
- Československý vojenský řád Bílého lva „Za vítězství“, hvězda I. stupně, 1949
- Řád 25. února, 1949
- Vyznamenání Za zásluhy o výstavbu, 1955
- Řád rudé hvězdy, 1964